# 671 Carnegia
671 Carnegia è un asteroide della fascia principale del diametro medio di circa 58,72 km. Scoperto nel 1908, presenta un'orbita caratterizzata da un semiasse maggiore pari a 3,0927670 UA e da un'eccentricità di 0,0677954, inclinata di 8,03444° rispetto all'eclittica.
Il suo nome è un omaggio al Carnegie Institution for Science di Washington.